# Enjebara
Enjebara ou Injibara (እንጅባራ) est une ville d'Éthiopie, centre administratif de l'Agew Awi Zone dans la région Amhara. Elle se trouve à 10° 57′ N, 36° 56′ E et à 2 560 mètres d'altitude, dans le woreda Banja.